# ويكي مدينة
ويكي مدينة (أو ويكي المحلي) هي برامج ويكي المستخدمة كـ قاعدة معرفة وشبكة اجتماعية خاصة بموقع جغرافي معين. ويستخدم أيضًا مصطلح «ويكي المدينة» أو ما يقابله من مصطلحات بلغات أجنبية (مثل بالألمانية "Stadtwiki") مع الويكي التي لا تُغطي مدينة فقط، ولكنها تغطي أيضًا بلدة صغيرة أو منطقة بأكملها. ويشتمل ويكي المدينة على معلومات تتعلق بحالات معينة من الأشياء والأفكار والأشخاص والأماكن. وقد لا يكون الكثير من هذه المعلومات مناسبًا للورود في موسوعة مثل موسوعة ويكيبيديا (مثل المقالات المتعلقة بكل متجر بيع بالتجزئة في إحدى البلدات)، ولكنه يكون مناسبًا لويكي ذات محتوى له طابع محلي ويشاهده مشاهدون محليون. وقد تشتمل ويكي المدينة أيضًا على معلومات حول الموضوعات التالية، التي قد تكون مناسبة لمقال ويكي خاص بمعرفة عامة أو قد لا تكون مناسبة، مثل:
- معلومات حول المنشآت العامة مثل الفنادق الصغيرة أو الحانات أو أماكن المبيت أو المراكز الاجتماعية.
- اسم المالك وساعات العمل وإحصائيات تتعلق بمتجر معين.
- معلومات إحصائية تتعلق بطريق معين في مدينة.
- طعوم المثلجات المقدمة في ردهة المثلجات المحلية.
- السيرة الذاتية للعمدة المحلي وأشخاص آخرين.

يعد Open Guide to London أحد أقدم ويكي المدينة. فهو جزء من مجموعة فرعية من ويكي المدينة التي تستخدم برنامج OpenGuides، ويشتمل عنوان URL الخاص بها على نطاق openguides.org. ويختص معظمها بمدن في إنجلترا. ورغم هذا فإن Cityultima والتي كانت تسمى سابقًا Cityunlimited تم تأسيسها في فبراير من عام 2007.
وتعد Stadtwiki Karlsruhe أكبر ويكي مدينة.

## أكبر ويكي المدن

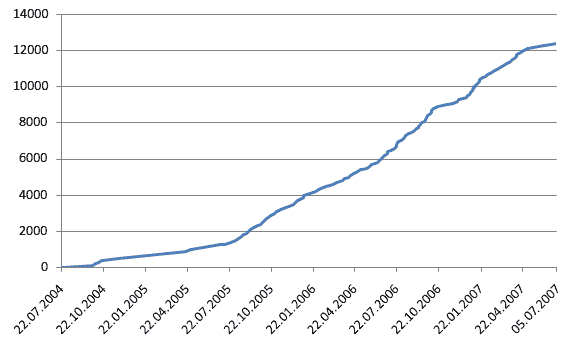
زيادة المقالة تعتمد على Karlsruhe Stadtwiki.

يقدم الجدول المذكور أدناه، المقتبس من جدول أكثر تفصيلاً على موقع Omaha Wiki، معلومات حول أكبر 30 ويكي مدينة في جميع أنحاء العالم، ولقد تم التصنيف حسب عدد المقالات بدءًا من 31 أغسطس 2010. ويستخدم 26 من ويكي المدينة برنامج Mediawiki، بينما تستخدم ثلاثة برنامج Sycamore (دافيس، روشيستر، سانتا كروز)، وتستخدم واحدة برنامج OpenGuides (لندن). وتختلف أساليب ذكر المقاييس بين مختلف أنواع الويكي لذا ينبغي الاهتمام عند المقارنة فيهما بينهم. فعلى سبيل المثال لا تحلل إحصائيات برنامج Sycamore أعداد الصفحات خارج مساحة اسم المقالة الأصلية (مثل المستخدم والمشروع والصورة والقالب والتعليمات ومساحة اسم الفئة في Mediawiki) ومن ثم فإن عدد المقالة بين ويكي Mediawiki وويكي Sycamore لا يمكن مقارنتهما بشكل مباشر. فبالنسبة لمواقع Mediawiki، يقع ما يزيد عن نصف الصفحات في مساحات الأسماء الداعمة ولا يتم حسابها في العدد بالأسفل. ويشتمل عدد المستخدمين لمعظم مواقع ويكي Sycamore فقط على المستخدمين الذين قاموا بعملية تحرير واحدة على الأقل بينما يشير عدد المستخدمين في مواقع Mediawiki المستخدمين الذين لم يقوموا بأية عملية تحرير. وفي ظل هذه الاختلافات، فإن الأعداد المبينة أدناه تميل إلى المبالغة في عدد المقالات بالنسبة لويكي برناج Sycamore وتبخس عدد المستخدمين.
يمكن فرز الأعمدة أدناه بالنقر على الرمز أسفل. وتبين أعمدة «الإجمالي» جميع الأنشطة منذ إنشاء الويكي. ويتم تحديث تلك المصفوفات مع نهاية كل شهر.
| تاريخ الإنشاء | ويكي المدينة                           | إجمالي المقالات | إجمالي الصور | إجمالي عمليات التحرير | إجمالي المستخدمين |
| ------------- | -------------------------------------- | --------------- | ------------ | --------------------- | ----------------- |
| 2004-07-22    | كارلسروه، ألمانيا                      | 23,781          | 27,123       | 363,222               | 4,030             |
| 2004-06-24    | دافيس، كاليفورنيا                      | 14,813          | 20,957       | 300,448               | 13,354            |
| 2006-03-22    | قرطبة، إسبانيا                         | 14,926          | 13,275       | 125,200               | 4,555             |
| 2005-04-18    | هامبورغ، ألمانيا                       | 12,594          | 446          | 82,056                | 3,357             |
| 2007-02-27    | سالزبورج، ألمانيا                      | 13,393          | 12,336       | 193,636               | 1,729             |
| 2006-08-28    | كاسل، ألمانيا                          | 11,409          | 7,464        | 165,359               | 948               |
| 2006-03-15    | برميننجهام، الولايات المتحدة الأمريكية | 9,301           | 4,074        | 91,510                | 384               |
| 2005-12-15    | راين نيكار، ألمانيا                    | 6,631           | 1,607        | 53,102                | 439               |
| 2005-09-09    | آن أربور، الولايات المتحدة الأمريكية   | 6,132           | 780          | 40,409                | 934               |
| 2005-01-18    | روشيستر، الولايات المتحدة الأمريكية    | 6,040           | 3,003        | 75,019                | 3,101             |
| 2006-04-03    | هام، ألمانيا                           | 4,816           | 3,740        |                       |                   |
| 2007-09-01    | أهرويلر، ألمانيا                       | 4,439           | 1,364        | 22,471                | 163               |
| 2006-12-05    | مانكاتو، الولايات المتحدة الأمريكية    | 3,984           | 572          | 15,254                | 99                |
| 2006-04-29    | فورزيهم إنز، ألمانيا                   | 3,959           | 2,042        | 48,898                | 296               |
| 2005-07-15    | كييف، أوكرانيا                         | 3,742           | 1,892        | 18,990                | 398               |
| 2008-02-20    | نيديربايرن، ألمانيا                    | 3,663           | 4,962        | 41,615                | 540               |
| 2005-03-23    | ميونيخ، ألمانيا                        | 3,412           | 1,027        | 41,342                | 589               |
| 2007-03-30    | جوتننج، ألمانيا                        | 3,371           | 2,146        | 21,312                | 596               |
| 2006-10-02    | بيلفيلد، ألمانيا                       | 3,357           | 126          | 10,347                | 109               |
| 2005-07-18    | بلومينجتون، الولايات المتحدة الأمريكية | 3,293           | 1,537        | 29,397                | 3,262             |
| 2006-02-27    | سانتا كروز، الولايات المتحدة الأمريكية | 3,135           | 1,603        | 16,497                | 98                |
| 2007-10-02    | نوريمبرج، ألمانيا                      | 2,965           | 702          | 42,064                | 344               |
| 2006-12-09    | لندن، المملكة المتحدة                  | 2,920           | 21,903       | 2,649                 | 159               |
| 2006-07-19    | شيكو، كاليفورنيا                       | 2,495           | 2,071        | 18,245                | 90                |
| 2008-06-22    | لندن، إنجلترا                          | 2,459           | 15,411       | 108,973               | 371               |
| 2006-06-12    | وارسو، بولندا                          | 2,321           | 2,899        | 36,113                |                   |
| 2006-08-29    | بينساكولا، فلوريدا                     | 2,293           | 1,922        | 24,305                | 686               |

## وصلات خارجية
- Ranking and statistics on the largest city wikis
- [[Wired: Hey, Kid: Support Your Local Wiki